# Conus generalis
Espèce
Sous-espèces de rang inférieur
- Conus generalis monteiroi

Statut de conservation UICN

 LC  : Préoccupation mineure
L'espèce Conus generalis est un mollusque gastéropode marin appartenant à la famille des Conidae.

## Description
- Il a été décrit par  Linné en 1767.
- Coquille épaisse et lourde avec une spire étagée. L'apex est pointu. Le dernier tour est grand à côtés presque droits et légèrement arrondi à l'épaulement. Couleur et dessin variables mais généralement brun clair ou foncé avec 3 bandes blanches.

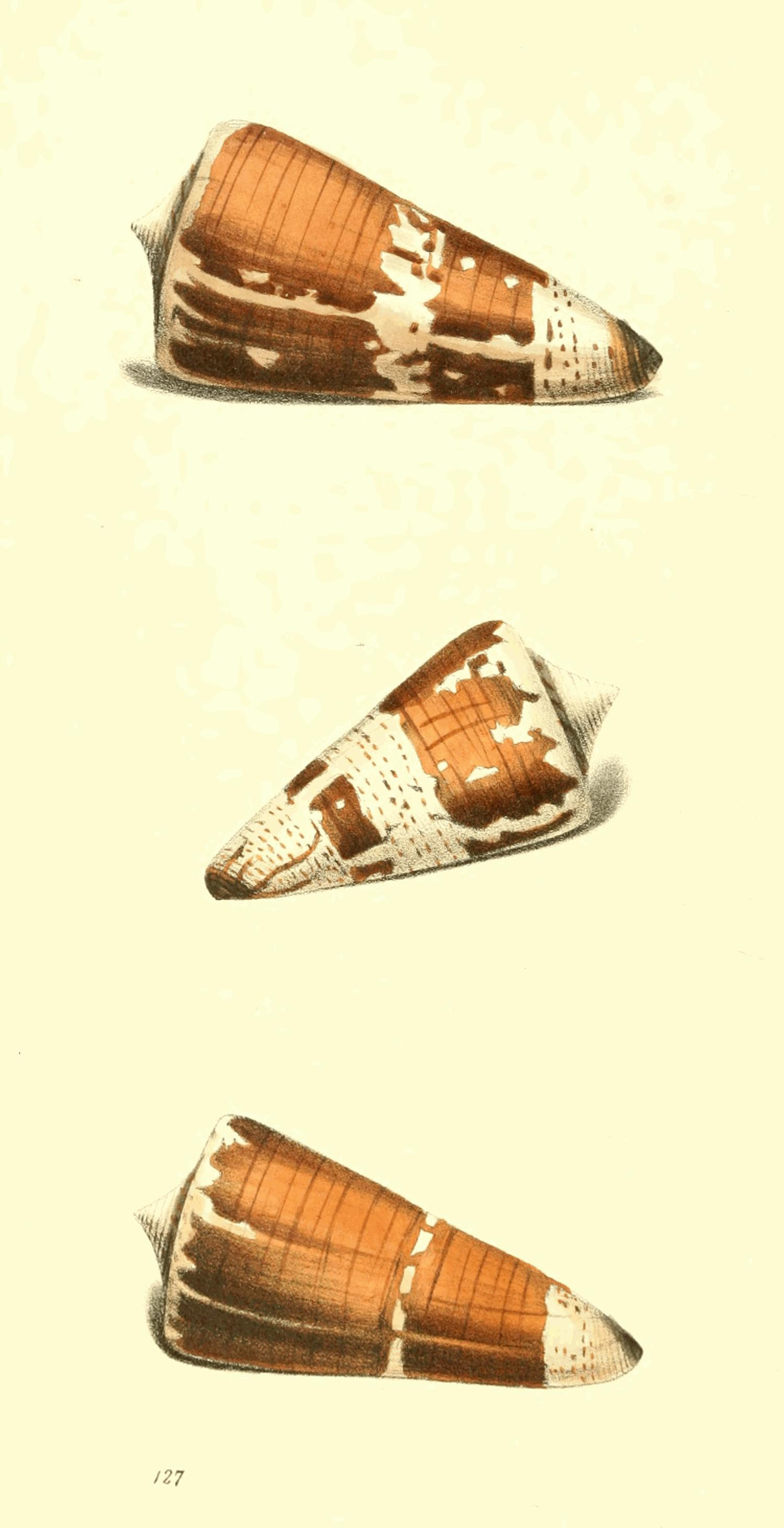
Conus generalis, extrait de "Zoological Illustrations", Swaison (1822)

- Taille = max. 10 cm.

## Répartition
Océan Indien et Pacifique occidental.

## Habitat
Sables intertidaux.

## Synonymie et variétés

### Synonymie
- Conus krabiensis, da Motta (1982)[1]
- Conus maldivus, Hwass in Bruguière (1792)[1]
- Conus planaxis, Deshayes (1863)[1]
- Conus spiculum, Reeve (1849)[1]
- Conus spirogloxus, Deshayes (1863)[1]
- Cucullus dux, Röding (1798)[1]
- Cucullus filosus, Röding (1798)[1]
- Cucullus locumtenens, Röding (1798)[1]

### Variétés
- Conus generalis var. regenfussi, Dautzenberg (1937)[1]
- Conus generalis var. pallida, Dautzenberg (1937)[1]
- Conus generalis var. subunicolor, Dautzenberg (1937)[1]

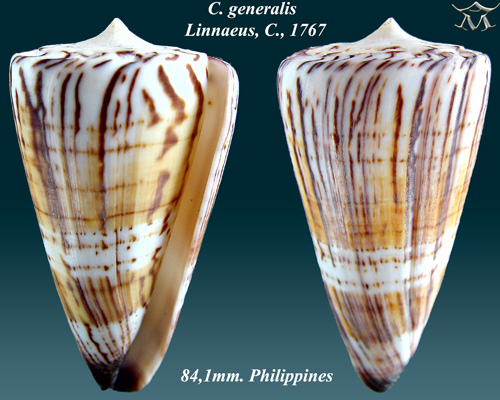
Variété de Conus generalis (Conus generalis var. pallida)